# جيانكارلو أماديو
جيانكارلو أماديو (بالإيطالية: Giancarlo Amadeo)‏ هو لاعب كرة قدم إيطالي، ولد في 1 فبراير 1934 في بوستو أرسيتسيو في إيطاليا، وتوفي في 22 يونيو 2021. لعب مع نادي إمبولي ونادي برو باتاريا ونادي لنيانو.